# جون إليوبولوس
جون إليوبولوس (باليونانية: Ιωάννης Ηλιόπουλος)‏ (و. 1940 – م) هو فيزيائي من اليونان . ولد في كالاماتا . تولى منصب عضو أكاديمية أثينا .
وهو عضواً في الأكاديمية الفرنسية للعلوم (منذ 12 نوفمبر 2002).

## جوائز
حصل على جوائز منها:
- Three Physicists Prize [الإنجليزية]‏ (2013)
- ميدالية ديريك (2007)
- ميدالية ديراك للمركز الدولي للفيزياء النظرية [الإنجليزية]‏ (2007)[9]
- جائزة ساكوراي (1986)[9]
- Prix Jean Ricard [الإنجليزية]‏ (1984)[9]
- Prix Paul Langevin [الإنجليزية]‏ (1978).[9]